# Hoya viracensis
Hoya viracensis är en oleanderväxtart som beskrevs av Kloppenb. och Siar. Hoya viracensis ingår i släktet Hoya och familjen oleanderväxter. Inga underarter finns listade i Catalogue of Life.